# جورج دانتزغ
جورج برنارد دانتزغ عالم رياضيات أمريكي (بالإنجليزية: George Bernard Dantzig)‏ ولد في نوفمبر 1914 وتوفي في 13 مايو 2005 له إنجازات عظيمة في بحوث العمليات، علوم الكمبيوتر، الاقتصاد، و إحصاءات.

## حياته
ولد في بورتلاند، أوريغون. في 1920 انتقلت عائلتة واشنطن. وأصبحت والدته لغوية في مكتبة الكونغرس وأصبح والده مدرس رياضيات في جامعة ميريلاند، حديقة الكلية وحضر وتعرف على أبراهام سيدنبرغ، الذي أصبح عالم رياضيات محترف.
حصل على البكالوريوس من جامعة ميريلاند في عام 1936 في الرياضيات والفيزياء ثم حصل على درجة الماجستير في الرياضيات من جامعة ميشيغان في عام 1938. بعد سنتين في مكتب إحصاءات العمل التحق ببرنامج الدكتوراه في الرياضيات في جامعة كاليفورنيا، بيركلي حيث درس الاحصاءات تحت إشراف جيرزي نيمان.

## حياته العملية
مع اندلاع الحرب العالمية الثانية أخذ إجازة من برنامج الدكتوراه للانضمام إلى القوات الجوية الأمريكية مكتب الرقابة الإحصائية. في عام 1946 عاد إلى بيركلي لاستكمال برنامج الدكتوراه.
في ذلك العام.
في عام 1952 انضم إلى قسم الرياضيات في مؤسسة راند. وبحلول عام 1960 أصبح أستاذا في جامعة كاليفورنيا (بركلي) في جامعة حيث أسس وأصدر مركز بحوث العمليات.
في عام 1966 التحق بجامعة ستانفورد كأستاذ بحوث العمليات وعلوم الحاسب الآلي. وبعد عام أصبح البرنامج في بحوث العمليات إدارة كاملة.
في عام 1973 أسس مختبر نظم التحسين .وفي وقت لاحق أصبح أستاذاً وأحيل إلى التقاعد الإلزامي في عام 1985.

## العضويات
- الأكاديمية الوطنية للعلوم في الولايات المتحدة.
- الأكاديمية الوطنية للهندسة.
- الأكاديمية الأمريكية للفنون والعلوم.

## الجوائز
- جائزة جون فون نيومان النظرية الأولى في عام 1974.
- وسام العلوم الوطنية في عام 1975.
- جائزة هارفي

## إنجازاته
- البرمجة الخطية
- الإحصاءات الرياضية[8]

## أهم منشوراته
- ملاحظات حول البرمجة الخطية.
- عدم المساواة الخطية والنظم ذات الصلة.
- رياضيات علوم القرار.
- محاضرات في المعادلات التفاضلية.
- البرمجة الرياضية